# Rolf Richter (Filmwissenschaftler)
Rolf Richter (* 23. Oktober 1932 in Sohland an der Spree; † 21. August 1992 in Berlin) war ein deutscher Filmpublizist, Filmwissenschaftler, Autor und Maler. Er war maßgeblich an der Rehabilitierung und Wiederaufführung der infolge des 11. Plenums des ZK der SED verbotenen DEFA-Filme aus dem Jahre 1965 beteiligt.

## Leben
Rolf Richter, als Arbeiterkind geboren in Sohland an der Spree, studierte ab 1951 Germanistik, Theaterwissenschaft und Kunstgeschichte an der Humboldt-Universität Berlin. Ab 1955 lehrte er Dramaturgie an der Deutschen Hochschule für Filmkunst in Potsdam-Babelsberg. Ein Zusatzstudium am Allunionsfilminstitut Moskau Anfang der sechziger Jahre musste er aus gesundheitlichen Gründen abbrechen. 1967 bis 1969 entsandte ihn die Regierung der DDR gemeinsam mit seiner Ehefrau, Erika Richter, als Deutschlektor an das Kulturzentrum der DDR in Kairo. In dieser Zeit entstand sein Interesse an der Filmkunst der Dritten Welt.
Als 1968 der Verband der Film- und Fernsehschaffenden der DDR (VFF) gegründet wurde, gehörte Rolf Richter zu seinen Gründungsmitgliedern, dessen Sektion für Theorie und Kritik er zeitweilig leitete. Er arbeitete ab 1970 freischaffend.
Zusammen mit Eduard Schreiber realisierte er als Autor einige der wichtigsten Defa-Dokumentarfilme. So schrieb er u. a. in den letzten Jahren der DDR bzw. in der Wendezeit 1990 das Drehbuch für Alptraum, das Signum einer seelischen Bewegung, 1987 The Time is now - Jetzt ist die Zeit, eine seinerzeit argwöhnisch geduldete Reflexion im Geist der Friedensbewegung, 1990 Ich war ein glücklicher Mensch, bei dem die Gespräche vor der Kamera die Schutzschichten aufbrechen, die Verdrängungen und Ahnungen unter Verschluss hielten, und 1991 Östliche Landschaft, eine Besichtigung einer Müllkippe, auf der alles landet, was gestern noch als unentbehrlich galt.
In den 80er Jahren begann Richter, auch als Reaktion auf die politische Situation in der DDR, intensiv zu zeichnen und an Collagen zu arbeiten. Die Collagen entstanden auf gefundenem Papier, auf Rückseiten von Prospekten, Filmprogrammen u. ä. Auch die Materialien für seine Formspiele kamen aus Zeitungen, Zeitschriften, Reklameheften, also Abfällen. „Die Collagen, als eine Art Selbsttherapie gedacht, sind gleichzeitig Ausdruck eines Wunsches nach kreativem Umgang mit dem Widersprüchlichen dieser Welt.“ (Rolf Richter) 1994 widmete das Filmmuseum Potsdam ihnen eine Ausstellung.
Am Tag nach der Maueröffnung 1989 ergriff er in einer Zusammenkunft des Verbandes der Film- und Fernsehschaffenden der DDR spontan die Initiative für die Rehabilitierung und Wiederaufführung der im Umfeld des 11. Plenums des ZK der SED verbotenen DEFA-Filme aus dem Jahre 1965, wie Spur der Steine, Das Kaninchen bin ich u. a. Er wurde zum Leiter dieser Kommission demokratisch gewählt, die mit enormem Aufwand zehn zum großen Teil unvollendeten Filme in kürzester Zeit rekonstruieren ließ und ihre Zulassung erwirkte.
Außerdem kämpfte er in der Wendezeit um den Erhalt des Kinos Babylon und gab ihm als Filmkunsttheater Babylon neues Profil.
Als die führende DDR-Filmzeitschrift „Film und Fernsehen“, die vom Verband der Film- und Fernsehschaffenden der DDR herausgegeben worden war, ihr Erscheinen einstellen sollte, übernahm er gemeinsam mit Erika Richter die Redaktion.
Rolf Richter gehörte zusammen mit Erika Richter zu den treuesten Begleitern des Internationalen Forums der Berlinale. Beide konzentrierten sich besonders auf Forums-Filme aus den arabischen und afrikanischen Ländern; „ihre Textbeiträge und Interviews mit Regisseuren dieser Filme gehörten zum Besten, was über das Forum publiziert wurde“, resümierte das Kino Arsenal. Hans-Jörg Rother nannte Rolf Richter „einen exponierten Querdenker der realsozialistischen Filmszene vor der Wende und Spiritus rector beim Bewahren ostdeutscher Kinolandschaft“; „seine Überlegungen kreisten (…) um das Innere der Gesellschaft, deren Ende er hatte kommen sehen und deren Ablagerungen im Bewusstsein keiner neuen Verdrängung anheimfallen sollten“; übergreifendes Thema seiner Filme ist „das Leben unter der Diktatur“.
Die Filmkritikerin Margit Voss schrieb in ihrem Nachruf: „Die ihm eigene Zurückhaltung hat er nie ganz abgelegt, dafür aber eine innere Zähigkeit entwickelt, die ihm in Kollegen- und Künstlerkreisen hohe Achtung verschaffte. Er wurde im Laufe der Jahre so etwas wie eine moralische Institution mit strengen Maßstäben, jemand, der sich nicht anzupassen bereit war. Sein labiler Gesundheitszustand erlaubte ihm auf Dauer keine feste Anstellung, so war er keinem Vorgesetzten verpflichtet, widmete seine Zeit aber um so intensiver dem Film in allen seinen Bezüglichkeiten, in Sonderheit den Kinematografien der Sowjetunion sowie der Dritten Welt und suchte auch den Film als Kunst in der DDR aus seiner Enge herauszureißen.“
Rolf Richter gehörte zu den wichtigsten Filmpublizisten der DDR. Er war ein Brückenbauer, auch zwischen Ost und West, eine Integrationsfigur.
Rolf Richter starb mit 59 Jahren am 21. August 1992 in Berlin.
Im Gedenken um die Verdienste Rolf Richters vergab die DEFA-Stiftung gemeinsam mit der Filmuniversität Babelsberg erstmalig 2013 ein Rolf-Richter-Stipendium für Filmgeschichte, mit besonderem Bezug zur DDR-Filmgeschichte.

## Schriften (Auswahl)
- 1959: Zur Geschichte des DEFA-Films. (Hrsg. mit Werner Beck). Ministerium für Kultur
- 1965: Der Weg aus der Vergangenheit. In: film - Wissenschaftliche Mitteilungen. Heft 2/1965. Institut für Filmwissenschaft der Deutschen Hochschule für Filmkunst
- 1980: Neubrandenburg '80. Drittes nationales Dokumentarfilmfestival der DDR. (Hrsg. mit Hermann Herlinghaus). Podium und Werkstatt. Schriftenreihe des Präsidiums des Verbandes der Film- und Fernsehschaffenden der DDR (VFF)
- 1980: Hans Rodenberg. Protokoll eines Lebens. Henschel-Verlag Berlin 1980
- 1981: DEFA-Spielfilm-Regisseure und ihre Kritiker. Teil 1 (Hrsg. Rolf Richter). Henschel-Verlag Berlin 1981
- 1983: DEFA-Spielfilm-Regisseure und ihre Kritiker. Teil 2 (Hrsg. Rolf Richter). Henschel-Verlag Berlin 1983
- 1986–1991: Briefe und Dokumente. In: apropros Film. Jahrbuch der DEFA-Stiftung Berlin 2002
- 1990: Auferstehung des Kaninchens. Kurt Maetzig im Gespräch mit Rolf Richter. In: Film und Fernsehen Heft 5/1990, S. 10–16
- 1990: Hoffnungen, Illusionen, Einsichten. Klaus Wischnewski im Gespräch mit Rolf Richter. In: Film und Fernsehen Heft 6/1990, S. 35ff
- 1990: Motive und Positionen der Macht zur Zeit des 11. Plenums. In: Film und Fernsehen Heft 6/1990, S. 41–44

## Filmografie (Auswahl)
- 1977: Das kürzere Streichholz. Dokumentarfilm über Hans Rodenberg (Szenarium gemeinsam mit Erika Richter)
- 1987: The Time is now – Jetzt ist die Zeit Dokumentarfilm (Drehbuch)
- 1990: Alptraum Dokumentarfilm (Animation, Bilder, Collagen, Text)
- 1991: Östliche Landschaft Dokumentarfilm (Drehbuch)